# Дервент (Грчка)
Дервент или Дервен (грч. Ακριτοχώρι, Акритохори) је насељено место у општини Синтика у периферији Средишња Македонија, Грчка. Према попису из 2021. године било је 279 становника.
Према бугарском географу и историчару, Василу Канчову, у Дервенту је 1900. године живело 160 Словена хришћана. Године 1924. словенско становништво је принудно исељено у Бугарску (191 особа) а на њихово место је насељено 133 грчких избегличких породица, којих је на попису из 1928. године било 475.